# タッカー (ジョージア州)
タッカー（Tucker）は、アメリカ合衆国ジョージア州のディカーブ郡にある都市。人口は3万7005人（2020年）。アトランタの北東25キロメートルに位置しており、アトランタ都市圏に含まれる。

## 歴史
1892年に鉄道が開通し、駅の周辺に街が形成された。しかし農業中心の社会であることに変わりなく自治体設立の機運は低くかった。行政を郡庁に委ねる国勢調査指定地域（CDP）の時代が長く続いた。
第二次世界大戦後、自家用車の普及に伴い鉄道の利用者は減少傾向となり、鉄道会社の経営を圧迫した。1980年代には複数の鉄道会社が合併して貨物専門のCSXTとなった。
鉄道の代わりに重要度を増したのが高速道路である。特にアトランタ環状高速道路（州間高速道路285号線）の開通はタッカーの産業構造を大きく変えた。大規模な事業所の建設が相次ぎ、人口は急増した。
2015年、法人化の是非を問う住民投票を行い、賛成多数で自治体設立が決定した。2016年に「タッカー市」が誕生した。

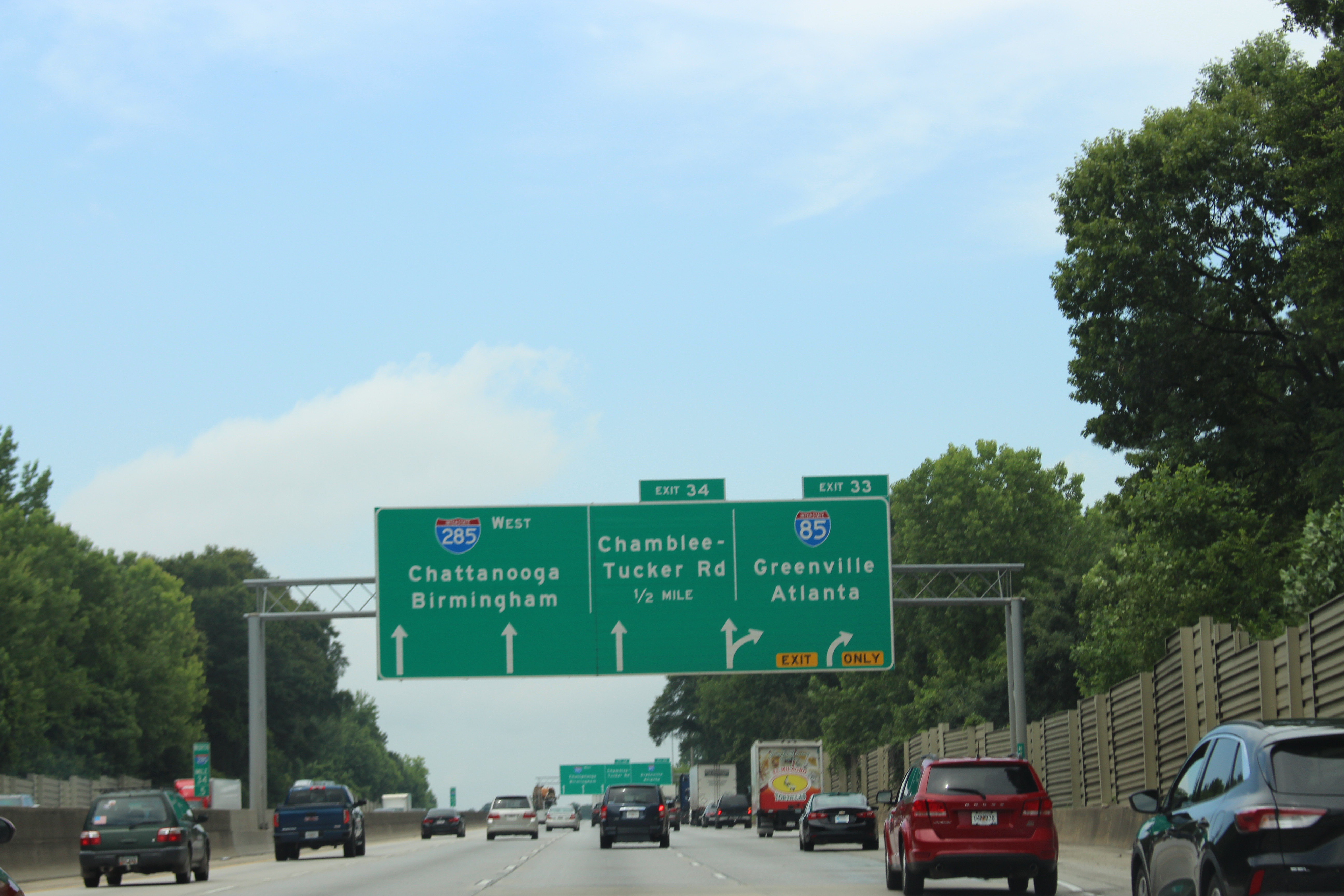
I-285